# Autobusdienstonderneming Salland

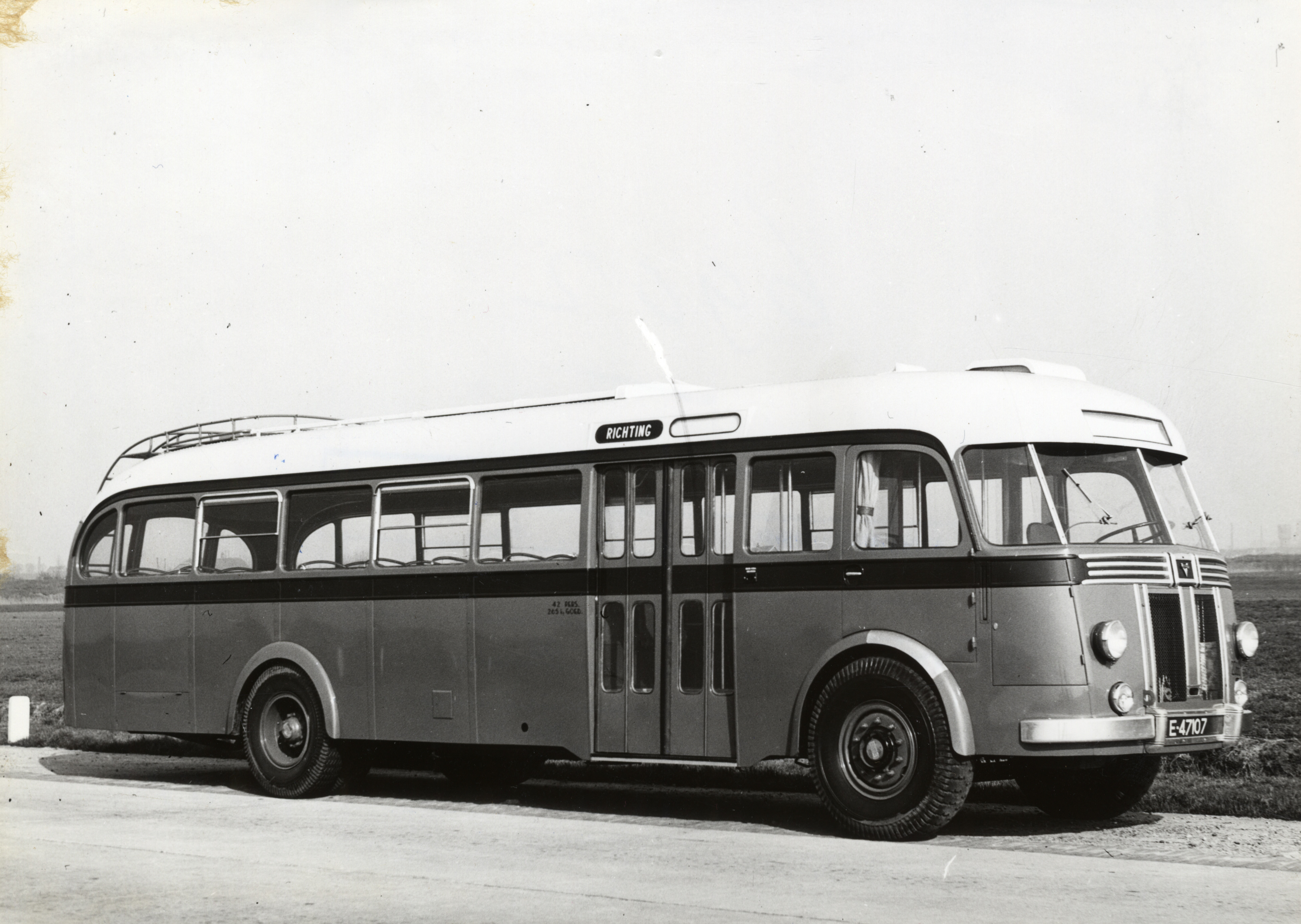
Bus van N.V. Salland tussen 1946 en 1951

De N.V. Autobusdienstonderneming Salland, gevestigd te Deventer, was van 3 november 1942 tot 1 januari 1976 een Nederlands openbaarvervoerbedrijf.

## Geschiedenis
Het bedrijf werd opgericht door de Algemeene Transport Onderneming (ATO), de autobusholding van de Nederlandse Spoorwegen. Het was de voortzetting van het particuliere busbedrijf van Frits Meinderink te Heino en de eerder door de ATO overgenomen NV Hardon uit Deventer met twee kleinere bedrijven. Meinderink werd de eerste directeur van de Salland. De ATO droeg de aandelen later over aan moedermaatschappij NS.
Er werden lijndiensten gereden in het gebied tussen Ommen, Deventer en Zwolle en in de driehoek Zwolle - Meppel - Kampen. In 1945 probeerde de Salland de concessie voor de buslijnen in de Noordoostpolder te verkrijgen. Dit gelukte ten dele, want ook Zuidwesthoek (ZWH) en Noord-Westhoek (NWH) mochten in de nieuwe polder gaan rijden.
De Salland ging van Kampen naar Emmeloord rijden en was de eerste die het voormalige eiland Urk over land ontsloot. De lijn Zwolle - Meppel is in 1946 overgedragen aan de DABO, voorloper van de latere DVM. In de jaren vijftig kende de Salland zijn grootste omvang. In 1952 vervoerde het bedrijf bijna twee miljoen passagiers met 43 bussen. De lijn Kampen - Genemuiden ging in 1953 over naar de NWH. In 1957 werd de stadsdienst in Kampen van de NWH overgenomen.
Op 1 januari 1968 werden de busbedrijven VAD te Apeldoorn, Flevodienst te Lelystad en Salland te Deventer, alle drie NS-dochterondernemingen, samengevoegd onder dezelfde directie, al behielden ze voorlopig nog hun naam. Hierbij stond de Salland de lijnen ten noordwesten van Zwolle af aan de Flevodienst. Op 1 januari 1976 werden de overgebleven Salland-lijnen (in de driehoek Ommen - Deventer - Zwolle) opgenomen in het VAD-net en werd de naam Salland niet meer gebruikt.
De N.V. Salland leefde nog tot in de jaren negentig voort onder een nieuwe naam N.V. Biljettencentrale en met een geheel andere taakstelling, namelijk de verkoop van internationale spoorwegplaatsbewijzen en het verzorgen van boekingen voor reisbureautreinen. Op die manier werden binnen het NS-concern 'lege' nv's opnieuw gebruikt voor andere doeleinden.
Op 7 mei 1993 werd de naam opnieuw gewijzigd in N.V. Hogesnelheidstrein Vervoers Exploitatie Maatschappij te Utrecht, en op 26 juli 1999 in Thalys Nederland N.V., dit is het bedrijf dat in Nederland de Thalys exploiteert.